# Eiswerk

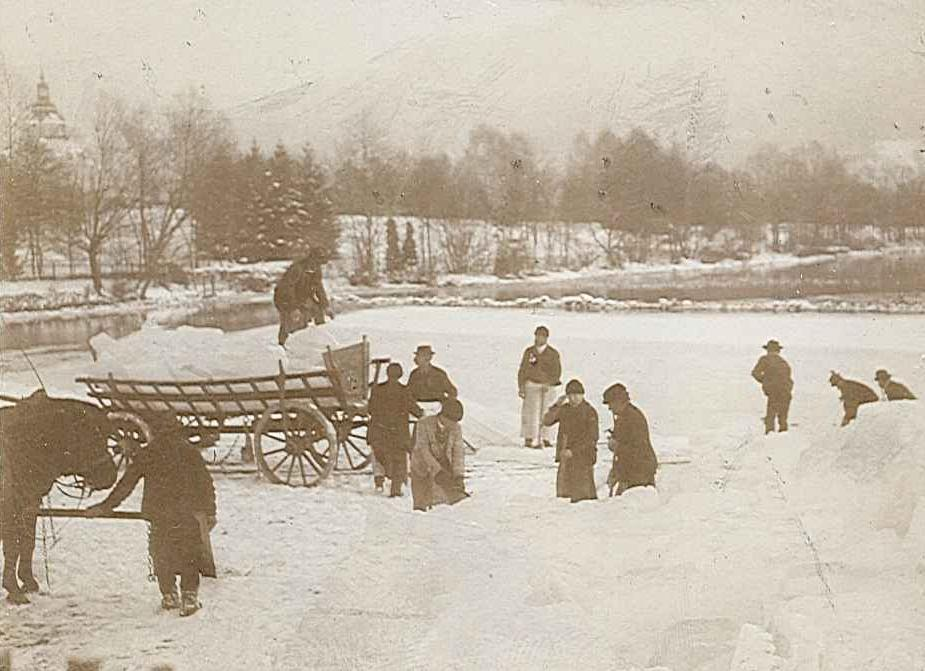
Brechen von Eis und Transport an einem See in Österreich, 1899

Eiswerke ernteten im Winter Natureis, lagerten dieses ein und belieferten – vor der Erfindung von Kältemaschinen – Brauereien, Gaststätten, Haushalte, Molkereien und ähnliche Abnehmer mit Stangeneis zu Kühlzwecken.

## Geschichte
Schon in der Antike wurde natürlich entstandenes Eis genutzt. Unter hohen Kosten wurde es beispielsweise aus ganzjährigen Gletschern im Gebirge gewonnen und dann an den entsprechenden Ort transportiert. Dies war aufgrund der hohen Kosten für die überwältigende Mehrheit der Bevölkerung keine Option. Mit der Industrialisierung begann der Bedarf nach Eis enorm zu steigen (siehe Eisschrank). Zusätzlich sorgte die Einführung des untergärigen Brauens durch zahlreiche Brauereien in der zweiten Hälfte des 19. Jahrhunderts für eine stark ansteigende Nachfrage nach Eis. Um 1800 begann man in Deutschland, im Winter Eis von Seen und Teichen einzulagern, um es für Transport und Lagerung von Lebensmitteln zu nutzen.

## Technik der Eisgewinnung
Für die Eisgewinnung im Winter wurden teilweise Flüsse gestaut und Nebenarme angelegt. Auf Seen konnte man größere Mengen Eis ernten. Oft wurden Seen durch Eiswerke erworben, so beispielsweise der Orankesee, oder es wurden flache, quadratische Eisteiche angelegt, wie für das Eiswerk Mudrack in Berlin-Reinickendorf. Ein Eispflug schnitt zunächst Furchen in das Eis. Anschließend wurde es von Arbeitern vollständig zerteilt, dann mit Haken aus dem Wasser gezogen und zu den Lagern transportiert. In der amerikanischen und norwegischen Natureisgewinnung wurden seit Beginn des 20. Jahrhunderts in zunehmendem Maße auch motorisierte Eissägen eingesetzt, bei denen es sich oftmals um Eigenkonstruktionen handelte.

## Lagerung
Lokal wurde das Eis zunächst in Eiskellern oder Höhlen eingelagert. Für die Eiswerke wurden nach amerikanischem Vorbild große Hallen gebaut wie z. B. in Berlin-Rummelsburg und -Köpenick in den von Carl Bolle gegründeten Norddeutschen Eiswerken. In der Literatur wird die Menge von drei Millionen Kubikmeter Natureis für die Lagerhallen in Köpenick angegeben. Von Rummelsburg wurden täglich 6000 Zentner Eis geliefert.
Die riesigen Lagerhallen wurden im Allgemeinen mehrwandig aus Holz errichtet, da dadurch das Eis besser isoliert war als durch Ziegelbauten. Die Wände der Lagerhallen wurden mit Torfmull, Holzwolle oder Teerkork gedämmt. Das Eis wurde dann selbst noch einmal mit Holzwolle abgedeckt. Diese Technik führte allerdings zu häufigen Bränden; die Lagerhallen in Köpenick brannten 1901 fast vollständig ab. Das Natureis wurde in den Abendstunden auf die Transportwagen verladen, um Sonneneinstrahlung zu vermeiden. Durch ihre großen Gebäude waren Eiswerke oft sehr bekannt und prägend für die Ortschaft.
Theodor Fontane beschrieb in Wanderungen durch die Mark Brandenburg die Köpenicker Eiswerke: „Zwischen den Holzmeilern, und auf eine weite Strecke hin mit ihnen abwechselnd, erhoben sich die Kolossalbauten der Berliner Eiswerke, die halb wie Riesenschuppen einer Fabrikanlage, halb wie die Gradierwände einer Saline dreinschauten. Zu meiner Überraschung erfuhr ich, daß auch zuzeiten Feuer in ihnen ausbricht.“

## Schwierigkeiten der Natureisverwendung, Ende der Eiswerke
Das geerntete Natureis war nicht zwangsläufig sauber, es konnte Mikroorganismen und Luftschadstoffe wie Ruß von den Öfen enthalten. Ein direkter Kontakt mit Lebensmitteln musste daher ausgeschlossen werden. Außerdem konnte der Bedarf der wachsenden Städte Anfang des 20. Jahrhunderts durch Eiswerke nicht immer ausreichend gedeckt werden. Versuche, Polareis einzuführen, scheiterten an den hohen Kosten.
Die Natureisproduktion war stark wetterabhängig. Nach dem Winter 1898 z. B. war die Versorgung mit Natureis nicht über das ganze Jahr möglich. In solchen Fällen musste das Eis von weit entfernten Gebieten transportiert werden. Einer der größten Eisexporteure war damals Norwegen, aber auch aus den Gletschern der Alpen wurde Eis gewonnen. Die Eiswerke wurden deshalb mit dem technischen Fortschritt durch Eisfabriken – und diese wiederum später durch Kühlschränke – ersetzt.